# 枠内シュート
枠内シュート（わくないシュート）とは、主にサッカーで用いられる言葉で、ゴールにシュートを打った時に、ゴールの枠に入った時のシュートに対して使う言葉。
また逆に入らなかった場合には「枠外シュート」と言う。

## 枠内シュートの例
通常はゴールの枠にいった時のシュートであるが、シュートによっては枠外から枠内に入る場合もある。例えばカーブシュート。ボールを擦るように打つことでボールに回転がかかりボールの軌道を曲げるというもの。枠外にあったとしてもカーブがかかり枠内に入ることがある。

### 無回転シュート（ブレ球）の例
足の甲の硬い部分で蹴ることで回転がかからずボールがブレる。稀に枠外にこのシュートを打った場合にブレることで枠内に入ることがあるが、先程のカーブシュートと比べコントロールが効かないため、難易度は高い。

### オウンゴールの例
ゴール枠外にあった場合に相手の足に当たってしまいボールの軌道が変わりゴールに入るということが稀にある。このシュートも意図して行うことは難しい。

### ドライブシュートの例
アニメ『キャプテン翼』の主人公　大空翼　で知られる、ボールが下に落ちるシュート。
枠外に打った場合にそのまま下に落ちてしまうと成立しないが、多少擦りつつドライブ回転をかけることでカーブをかけ、落とすというシュートになる。
ブラジルのサッカー選手　コウチーニョなどが使用。